# Elecciones provinciales de San Luis de 2015
Las Elecciones Generales de la Provincia de San Luis 2015 se llevaron a cabo el 25 de octubre de 2015. Además de los cargos ejecutivos, se eligieron 5 Senadores y 21 Diputados provinciales.
Los candidatos surgieron de las Elecciones Primarias, Abiertas, Simultáneas y Obligatorias (PASO), que se realizaron el 9 de agosto de 2015.

## Renovación Legislativa
| Departamento              | Cámara de Diputados | Cámara de Diputados | Cámara de Senadores | Cámara de Senadores |
| Departamento              | Diputados           | A renovar           | Senadores           | A renovar           |
| ------------------------- | ------------------- | ------------------- | ------------------- | ------------------- |
| Ayacucho                  | 4                   | 4                   | 1                   | —                   |
| Belgrano                  | 3                   | —                   | 1                   | —                   |
| Chacabuco                 | 4                   | 4                   | 1                   | 1                   |
| Coronel Pringles          | 3                   | —                   | 1                   | 1                   |
| General Pedernera         | 10                  | 10                  | 1                   | —                   |
| General San Martín        | 3                   | 3                   | 1                   | —                   |
| Gobernador Dupuy          | 3                   | —                   | 1                   | 1                   |
| Junín                     | 3                   | —                   | 1                   | 1                   |
| Juan Martín de Pueyrredón | 10                  | —                   | 1                   | 1                   |
| Total                     | 43                  | 21                  | 9                   | 5                   |

## Resultados

### Gobernador y vicegobernador
| Fórmula                                  | Fórmula                 | Partido               | Partido                          | Votos   | %     |
| Gobernador                               | Vicegobernador          | Partido               | Partido                          | Votos   | %     |
| ---------------------------------------- | ----------------------- | --------------------- | -------------------------------- | ------- | ----- |
| Alberto Rodríguez Saá                    | Carlos Ybrhain Ponce    |                       | Compromiso Federal               | 133.789 | 56,31 |
| José Luis Riccardo                       | Carlos Miguel Belletini |                       | Cambiemos                        | 69.339  | 29,18 |
| Héctor Daniel González Espíndola         | Sergio Luis Guardia     |                       | Frente para la Victoria          | 32.404  | 13,64 |
| Fabricio Fernando Flavio Nogueira Lucero | Jorge Luis Ponce        |                       | Movimiento de Acción Vecinal     | 1.680   | 0,71  |
| Rolando Manuel Contrera                  | Héctor Hugo Guevara     |                       | Partido Unión Vecinal Provincial | 385     | 0,16  |
| Votos positivos                          | Votos positivos         | Votos positivos       | Votos positivos                  | 237.597 | 80,53 |
| Votos en blanco                          | Votos en blanco         | Votos en blanco       | Votos en blanco                  | 54.680  | 18,53 |
| Votos nulos                              | Votos nulos             | Votos nulos           | Votos nulos                      | 2.768   | 0,94  |
| Participación                            | Participación           | Participación         | Participación                    | 295.045 | 82,62 |
| Electores registrados                    | Electores registrados   | Electores registrados | Electores registrados            | 357.130 | 100   |
| Fuentes:                                 |                         |                       |                                  |         |       |

### Cámara de Diputados
| ← 2013 · Cámara de Diputados · 2017 → | ← 2013 · Cámara de Diputados · 2017 →         | ← 2013 · Cámara de Diputados · 2017 → | ← 2013 · Cámara de Diputados · 2017 → | ← 2013 · Cámara de Diputados · 2017 → |
| Partido                               | Partido                                       | Votos                                 | %                                     | Bancas                                |
| ------------------------------------- | --------------------------------------------- | ------------------------------------- | ------------------------------------- | ------------------------------------- |
|                                       | Compromiso Federal                            | 38.466                                | 40,63                                 | 11/21                                 |
|                                       | Cambiemos                                     | 24.434                                | 25,81                                 | 5/21                                  |
|                                       | Frente Mercedinos y Sanluiseños por el Cambio | 16.760                                | 17,70                                 | 2/21                                  |
|                                       | Frente para la Victoria                       | 10.728                                | 11,33                                 | 3/21                                  |
|                                       | Movimiento Vecinal Independiente Provincial   | 2.596                                 | 2,74                                  |                                       |
|                                       | Proyecto Clase Media - Proclame               | 1.109                                 | 1,17                                  |                                       |
|                                       | Movimiento de Acción Vecinal                  | 351                                   | 0,37                                  |                                       |
|                                       | Partido Unión Vecinal Provincial              | 236                                   | 0,25                                  |                                       |
| Votos positivos                       | Votos positivos                               | 94.680                                | 81,33                                 |                                       |
| Votos en blanco                       | Votos en blanco                               | 20.699                                | 17,78                                 |                                       |
| Votos nulos                           | Votos nulos                                   | 1.037                                 | 0,89                                  |                                       |
| Participación                         | Participación                                 | 116.416                               | 83,44                                 |                                       |
| Electores registrados                 | Electores registrados                         | 139.518                               | 100                                   |                                       |
| Fuentes:                              |                                               |                                       |                                       |                                       |

#### Resultados por departamentos
| Ayacucho 4 Diputados           | Ayacucho 4 Diputados                          | Ayacucho 4 Diputados | Ayacucho 4 Diputados | Ayacucho 4 Diputados | Ayacucho 4 Diputados |
| Partido                        | Partido                                       | Votos                | %                    | Bancas               | Candidatos |
| ------------------------------ | --------------------------------------------- | -------------------- | -------------------- | -------------------- | --- |
|                                | Compromiso Federal                            | 5.740                | 52,49                | 2/4                  | 1. Raúl Fernando Casas 2. Demetrio Augusto Alume 3. Analía María del Valle Agüero 4. Diego Martín Gatica |
|                                | Frente para la Victoria                       | 3.199                | 29,25                | 1/4                  | 1. Mario Luis Alume Nasif 2. Pedro Antonio Carrizo 3. Ana Deolinda Barrera 4. Fernando Braganini |
|                                | Cambiemos                                     | 1.996                | 18,25                | 1/4                  | 1. Ricardo Javier Giménez 2. Fanny Edith Tortosa Gatica 3. Norma Esther Andino 4. Mario Rubén Vallejo |
| Votos positivos                | Votos positivos                               | 10.935               | 81,19                |                      | |
| Votos en blanco                | Votos en blanco                               | 2.447                | 18,17                |                      | |
| Votos nulos                    | Votos nulos                                   | 86                   | 0,64                 |                      | |
| Participación                  | Participación                                 | 13.468               | 82,59                |                      | |
| Electores registrados          | Electores registrados                         | 16.308               | 100                  |                      | |
| Chacabuco 4 Diputados          |                                               |                      |                      |                      | |
| Partido                        | Partido                                       | Votos                | %                    | Bancas               | Candidatos |
|                                | Compromiso Federal                            | 6.473                | 51,72                | 3/4                  | 1. Mirtha Beatriz Ochoa 2. Sonia Mabel Ramoska 3. Juan Carlos Ponce 4. José Hipólito Pedernera |
|                                | Cambiemos                                     | 3.477                | 27,78                | 1/4                  | 1. Ariel Oscar Barrozo 2. Julio Fabián Garavaglia 3. María Cristina Páez 4. Marta Liliana Coniglio |
|                                | Movimiento Vecinal Independiente Provincial   | 1.906                | 15,23                | 0/4                  | 1. Luis Alberto Schlussel 2. Paula Lorena López 3. Exequiel Peres 4. Nancy Azucena Altamiranda |
|                                | Frente para la Victoria                       | 659                  | 5,27                 | 0/4                  | 1. Iván Edgardo Fernández Almada 2. Jesús Fabio Lucero 3. Paulina Carina Rojo 4. Natalia Andrea Garello |
| Votos positivos                | Votos positivos                               | 12.515               | 80,32                |                      | |
| Votos en blanco                | Votos en blanco                               | 2.957                | 18,17                |                      | |
| Votos nulos                    | Votos nulos                                   | 110                  | 0,64                 |                      | |
| Participación                  | Participación                                 | 15.582               | 82,59                |                      | |
| Electores registrados          | Electores registrados                         | 18.108               | 100                  |                      | |
| General Pedernera 10 Diputados |                                               |                      |                      |                      | |
| Partido                        | Partido                                       | Votos                | %                    | Bancas               | Candidatos |
|                                | Compromiso Federal                            | 24.449               | 35,95                | 4/10                 | Ver candidatos: 1. Jorge Raúl Díaz 2. Marcelo David Sosa 3. Eufemia Lucrecia Santos 4. Ramón Alfredo Domínguez 5. Eduardo Gastón Ramón Mones Ruiz 6. Emma Rosa del Castello 7. Juvein Roberto Quiroga 8. Adriana Myriam Lucero 9. Carlos Roberto Cavallero 10. Silvio Marcelo Leyria |
|                                | Cambiemos                                     | 18.961               | 27,88                | 3/10                 | Ver candidatos: 1. Norma Elena Pastor 2. Walter Javier Oio 3. Ricardo Alfredo Lemme 4. María Silvina Becerra 5. María Ester Bazán 6. Manuel Guillermo Ynmenson 7. Emidio Fabi 8. Miriam Rosa Coria 9. Víctor Manuel Sosa 10. Hugo Rodolfo Rossi                                      |
|                                | Frente Mercedinos y Sanluiseños por el Cambio | 16.760               | 24,64                | 2/10                 | Ver candidatos: 1. Pablo Eduardo Zamora 2. Verónica Teresa Causi 3. Héctor Daniel Vilchez 4. Eduardo Ariel Celli 5. Javier Galdiano 6. Rosa Gladis Raimundo 7. Juan Manuel González 8. Valeria Soledad Herrera 9. Nadia Melisa Quevedo 10. Luis Enrique Acera                        |
|                                | Frente para la Victoria                       | 6.141                | 9,03                 | 1/10                 | Ver candidatos: 1. Francisco Ibar Irusta 2. Eduardo Marcelo Gargiulo 3. Fabiana del Valle Michis 4. Luis Héctor Foresto 5. María Inés Quattropani 6. Víctor Hugo Ruti 7. Fransica Zaira Cueva 8. Carina Lorena Villafañe 9. Martha Isabel Agazzi 10. Armando Iván Ojeda              |
|                                | Proyecto Clase Media - Proclame               | 1.109                | 1,63                 | 0/10                 | Ver candidatos: 1. Emilio Pablo Bianchi 2. Jorge Alberto Talete 3. Nadia Marcela Rodríguez 4. Oscar Alejo Sayas 5. Jorge Arturo Muñoz 6. Erika Gissella Gil 7. Dario Omar Barrios 8. Pablo Daniel Díaz 9. Astrid Vanesa Banchio 10. Hugo Rodolfo López                               |
|                                | Movimiento de Acción Vecinal                  | 351                  | 0,52                 | 0/10                 | Ver candidatos: 1. Tarek Dandache 2. Eliana Lorena Rovira 3. Marcelo Fabián Zerda 4. Judith de Lourdes Villegas 5. Marina Vanessa Fernández 6. Luis Américo Torres 7. Luciano Gastón Matilla 8. Natalia Fernanda Domínguez 9. Pedro Vicente Farina 10. Lorena Vanesa Bustos          |
|                                | Partido Unión Vecinal Provincial              | 236                  | 0,35                 | 0/10                 | Ver candidatos: 1. Fernando Adrián Zeballos 2. Yanina Cecilia Cuello 3. Sergio Eduardo Agüero Esnaola 4. Marcela Noemí Avit 5. Hugo Daniel González 6. Olga Patricia Rivero 7. Ramón Tránsito Domínguez 8. Jorge Alberto Coronel 9. María Margarita Maldonado                        |
| Votos positivos                | Votos positivos                               | 68.007               | 81,26                |                      | |
| Votos en blanco                | Votos en blanco                               | 14.850               | 17,74                |                      | |
| Votos nulos                    | Votos nulos                                   | 829                  | 0,99                 |                      | |
| Participación                  | Participación                                 | 83.686               | 82,93                |                      | |
| Electores registrados          | Electores registrados                         | 100.915              | 100                  |                      | |
| General San Martín 3 Diputados |                                               |                      |                      |                      | |
| Partido                        | Partido                                       | Votos                | %                    | Bancas               | Candidatos |
|                                | Compromiso Federal                            | 1.804                | 55,97                | 2/3                  | 1. Carmelo Eduardo Mirábile 2. Norma del Carmen Frías 3. Diego Javier Barroso |
|                                | Frente para la Victoria                       | 729                  | 22,62                | 1/3                  | 1. Adrián Fabio Agüero 2. Etergidia Nancy Escudero 3. Omar Segundo Albornoz |
|                                | Movimiento Vecinal Independiente Provincial   | 690                  | 21,41                | 0/3                  | 1. Carlos Raúl Aguilar 2. Yianina Iliana Vélez 3. Armando Rosiel Garro |
| Votos positivos                | Votos positivos                               | 3.223                | 87,58                |                      | |
| Votos en blanco                | Votos en blanco                               | 445                  | 12,09                |                      | |
| Votos nulos                    | Votos nulos                                   | 12                   | 0,33                 |                      | |
| Participación                  | Participación                                 | 3.680                | 87,89                |                      | |
| Electores registrados          | Electores registrados                         | 4.187                | 100                  |                      | |

### Cámara de Senadores
| ← 2013 · Cámara de Senadores · 2017 → | ← 2013 · Cámara de Senadores · 2017 →         | ← 2013 · Cámara de Senadores · 2017 → | ← 2013 · Cámara de Senadores · 2017 → | ← 2013 · Cámara de Senadores · 2017 → |
| Partido                               | Partido                                       | Votos                                 | %                                     | Bancas                                |
| ------------------------------------- | --------------------------------------------- | ------------------------------------- | ------------------------------------- | ------------------------------------- |
|                                       | Compromiso Federal                            | 68.508                                | 43,83                                 | 5/5                                   |
|                                       | Cambiemos                                     | 39.506                                | 25,27                                 |                                       |
|                                       | Frente para la Victoria                       | 24.453                                | 15,64                                 |                                       |
|                                       | Frente Mercedinos y Sanluiseños por el Cambio | 12.973                                | 8,30                                  |                                       |
|                                       | Movimiento Vecinal Independiente Provincial   | 9.541                                 | 6,10                                  |                                       |
|                                       | Movimiento de Acción Vecinal                  | 1.072                                 | 0,69                                  |                                       |
|                                       | Partido Unión Vecinal Provincial              | 256                                   | 0,16                                  |                                       |
| Votos positivos                       | Votos positivos                               | 156.309                               | 81,82                                 |                                       |
| Votos en blanco                       | Votos en blanco                               | 32.296                                | 16,91                                 |                                       |
| Votos nulos                           | Votos nulos                                   | 2.430                                 | 1,27                                  |                                       |
| Participación                         | Participación                                 | 191.035                               | 82,86                                 |                                       |
| Electores registrados                 | Electores registrados                         | 232.223                               | 100                                   |                                       |
| Fuentes:                              |                                               |                                       |                                       |                                       |

#### Resultados por departamentos
| Chacabuco 1 Senador                         | Chacabuco 1 Senador   | Chacabuco 1 Senador                           | Chacabuco 1 Senador | Chacabuco 1 Senador |
| Candidato                                   | Partido/Alianza       | Partido/Alianza                               | Votos               | %                   |
| ------------------------------------------- | --------------------- | --------------------------------------------- | ------------------- | ------------------- |
| María Guedi del Rosario Ortiz               |                       | Compromiso Federal                            | 6.557               | 54,21               |
| María Elena Lira                            |                       | Cambiemos                                     | 3.076               | 25,43               |
| Fernando Omar Juri                          |                       | Movimiento Vecinal Independiente Provincial   | 1.764               | 14,58               |
| Jorge Oscar Giorgis                         |                       | Frente para la Victoria                       | 699                 | 5,78                |
| Votos positivos                             | Votos positivos       | Votos positivos                               | 12.096              | 77,63               |
| Votos en blanco                             | Votos en blanco       | Votos en blanco                               | 3.378               | 21,68               |
| Votos nulos                                 | Votos nulos           | Votos nulos                                   | 108                 | 0,69                |
| Participación                               | Participación         | Participación                                 | 15.582              | 86,05               |
| Electores registrados                       | Electores registrados | Electores registrados                         | 18.108              | 100                 |
| Coronel Pringles 1 Senador                  |                       |                                               |                     |                     |
| Candidato                                   | Partido/Alianza       | Partido/Alianza                               | Votos               | %                   |
| Dominga Estela Torres                       |                       | Compromiso Federal                            | 5.422               | 71,49               |
| Estel Mary Puliti                           |                       | Cambiemos                                     | 1.623               | 21,40               |
| Antonio Jorge Bodoc                         |                       | Frente para la Victoria                       | 491                 | 6,47                |
| Carlos Dante Baracco                        |                       | Movimiento de Acción Vecinal                  | 48                  | 0,63                |
| Votos positivos                             | Votos positivos       | Votos positivos                               | 7.584               | 77,05               |
| Votos en blanco                             | Votos en blanco       | Votos en blanco                               | 2.194               | 22,29               |
| Votos nulos                                 | Votos nulos           | Votos nulos                                   | 65                  | 0,66                |
| Participación                               | Participación         | Participación                                 | 9.843               | 85,19               |
| Electores registrados                       | Electores registrados | Electores registrados                         | 11.554              | 100                 |
| Gobernador Dupuy 1 Senador                  |                       |                                               |                     |                     |
| Candidato                                   | Partido/Alianza       | Partido/Alianza                               | Votos               | %                   |
| Sergio Gustavo Freixes                      |                       | Compromiso Federal                            | 4.151               | 61,61               |
| Marta Ofelia Alfonso                        |                       | Cambiemos                                     | 1.670               | 24,79               |
| Dalia Jessica Rivero                        |                       | Frente para la Victoria                       | 916                 | 13,60               |
| Votos positivos                             | Votos positivos       | Votos positivos                               | 6.737               | 81,68               |
| Votos en blanco                             | Votos en blanco       | Votos en blanco                               | 1.465               | 17,76               |
| Votos nulos                                 | Votos nulos           | Votos nulos                                   | 46                  | 0,56                |
| Participación                               | Participación         | Participación                                 | 8.248               | 86,02               |
| Electores registrados                       | Electores registrados | Electores registrados                         | 9.589               | 100                 |
| Junín 1 Senador                             |                       |                                               |                     |                     |
| Candidato                                   | Partido/Alianza       | Partido/Alianza                               | Votos               | %                   |
| Gloria Isabel Petrino                       |                       | Compromiso Federal                            | 6.630               | 39,08               |
| José Alberto Fara                           |                       | Cambiemos                                     | 6.447               | 38,00               |
| Ricardo Miguel Miscione                     |                       | Movimiento Vecinal Independiente Provincial   | 1.984               | 11,69               |
| Néstor Hugo González                        |                       | Frente para la Victoria                       | 1.906               | 11,23               |
| Votos positivos                             | Votos positivos       | Votos positivos                               | 16.967              | 81,23               |
| Votos en blanco                             | Votos en blanco       | Votos en blanco                               | 3733                | 17,87               |
| Votos nulos                                 | Votos nulos           | Votos nulos                                   | 188                 | 0,90                |
| Participación                               | Participación         | Participación                                 | 20.888              | 81,66               |
| Electores registrados                       | Electores registrados | Electores registrados                         | 25.578              | 100                 |
| Juan Martín de Pueyrredón 1 Senador         |                       |                                               |                     |                     |
| Candidato                                   | Partido/Alianza       | Partido/Alianza                               | Votos               | %                   |
| María Angélica Torrontegui                  |                       | Compromiso Federal                            | 45.748              | 40,51               |
| Guillermo Marcelino Joaquín Belgrano Rawson |                       | Cambiemos                                     | 26.690              | 23,64               |
| Carlos Alberto Ponce                        |                       | Frente para la Victoria                       | 20.441              | 18,10               |
| Mario Roberto Berrueta Mercado              |                       | Frente Mercedinos y Sanluiseños por el Cambio | 12.973              | 11,49               |
| Héctor Francisco Alturria                   |                       | Movimiento Vecinal Independiente Provincial   | 5.793               | 5,13                |
| Eduardo Darío Valenzuela                    |                       | Movimiento de Acción Vecinal                  | 1.024               | 0,91                |
| María del Carmen Capdeville                 |                       | Partido Unión Vecinal Provincial              | 256                 | 0,23                |
| Votos positivos                             | Votos positivos       | Votos positivos                               | 112.925             | 82,74               |
| Votos en blanco                             | Votos en blanco       | Votos en blanco                               | 21.526              | 15,77               |
| Votos nulos                                 | Votos nulos           | Votos nulos                                   | 2.023               | 1,48                |
| Participación                               | Participación         | Participación                                 | 136.474             | 81,53               |
| Electores registrados                       | Electores registrados | Electores registrados                         | 167.394             | 100                 |